# Арена для горного велоспорта Лаошань
Арена для горного велоспорта Лаошань (кит. трад. 老山山地自行車場, упр. 老山山地自行车场, пиньинь Lǎoshān Shāndì Zìxíngchē Chǎng)  — спортивный комплекс, одна из арен Летних Олимпийских игр 2008 года в Пекине, прилегает к территории велокомплекса Лаошань. Подверглась реконструкции и значительному расширению в мае 2006 года. В рамках Олимпийских игр врена приняла соревнования по маунтинбайку. 

Арена (велосипедная трасса) представляет собой петлю длинной 4,6 километра, а также комплекс зданий общей площадью 8, 275 кв. километров, временные позиции для зрителей, рассчитанные на 2000 человек, а также иные временные здания и сооружения.
Олимпийский объект был введен в эксплуатацию во второй половине 2007 года и стал учебной базой китайской сборной по маунтинбайку.